# Chodský koláč

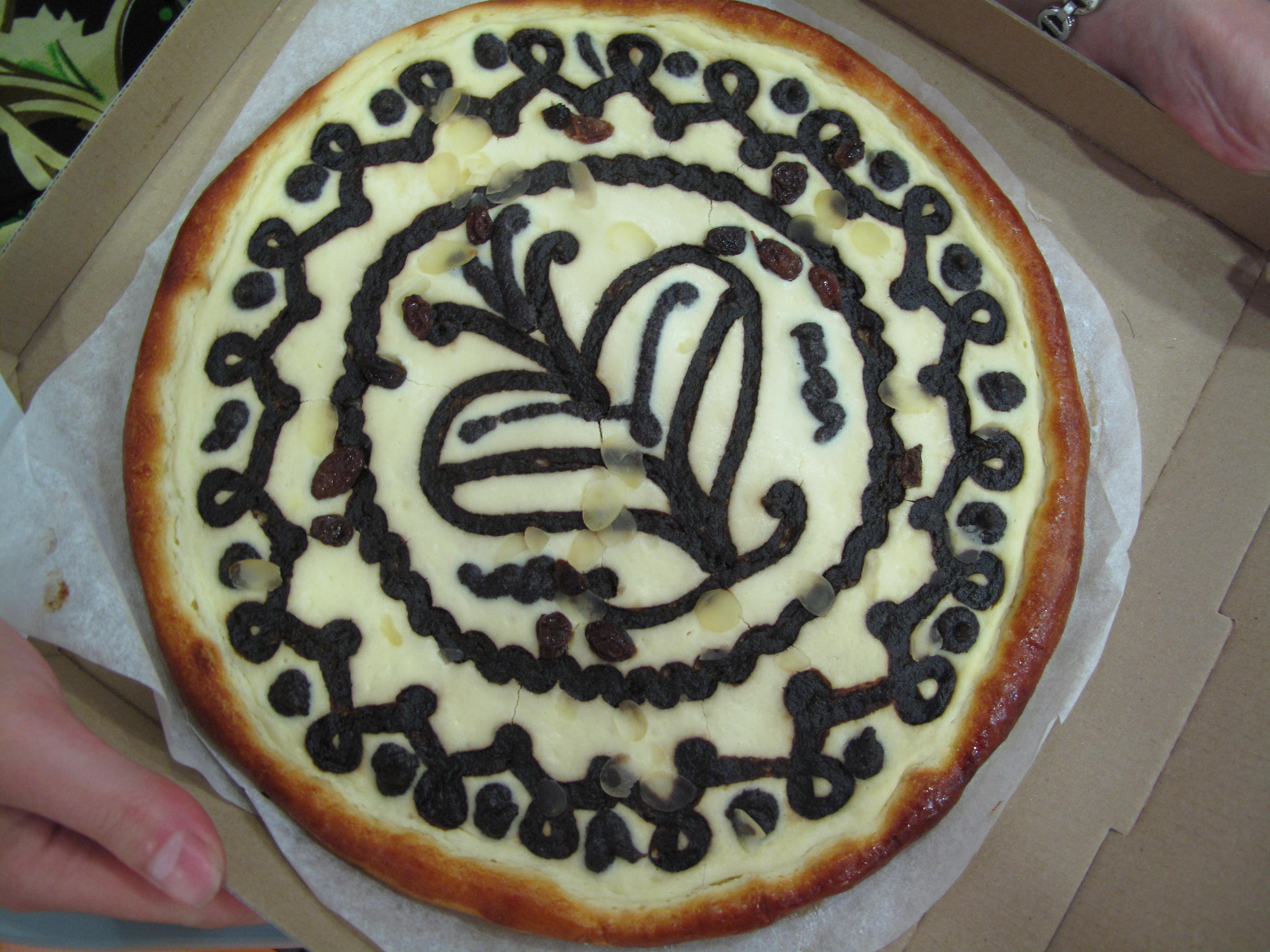
Chodský koláč – charakterystyczne zdobienie

Chodský koláč (kołacz chodzki) – odmiana kołacza, charakterystyczna dla czeskiego regionu etnograficznego – Ziemi Chodzkiej ze stolicą w Domažlicach.
Jest jednym z elementów wyróżniających ten specyficzny region w kraju pilzneńskim (obok tańców, muzyki, piśmiennictwa oraz rzemiosła). Kołacz chodzki wytwarza się z ciasta drożdżowego, z dodatkiem maku, twarogu lub powideł. Okrągłe najczęściej ciasto przypomina tort i jest zdobione w biało-czarne wzory. Kołacze z Dolnego Chodska (dolské koláče) mają wzory naniesione na warstwę sera, natomiast kołacze domażlickie (domažlické koláče) charakteryzują się trzema warstwami wypełnienia. Całość posypuje się rodzynkami i migdałami.